# Edvard Beneš
Edvard Beneš (Kožlany, 28 de mayo de 1884-Sezimovo Ústí, 3 de septiembre de 1948) fue el segundo presidente checoslovaco entre los años 1935 y 1948, período interrumpido por la ocupación alemana entre 1938 y 1945, durante la que permaneció en el exilio.

## Biografía
Edvard Beneš nació en 1884 en la pequeña localidad de Kožlany (entonces en el Imperio Austrohúngaro) en el seno de una familia de campesinos.
Al comienzo de la Primera Guerra Mundial participó en la revuelta contra el Imperio austrohúngaro, organizando el grupo rebelde checo Maffie, junto a Tomáš Masaryk y Milan Rastislav Štefánik en Suiza.
En 1916 Edvard Beneš trabajó para la formación de la Unidad Nacional Checoslovaca, de la cual fue secretario general. Junto con Stefánik organizó las brigadas del ejército checoslovaco y de este modo ayudó al origen de la legiones de independencia en Francia, Rusia e Italia que participaron en varios de los combates de la Primera Guerra Mundial.

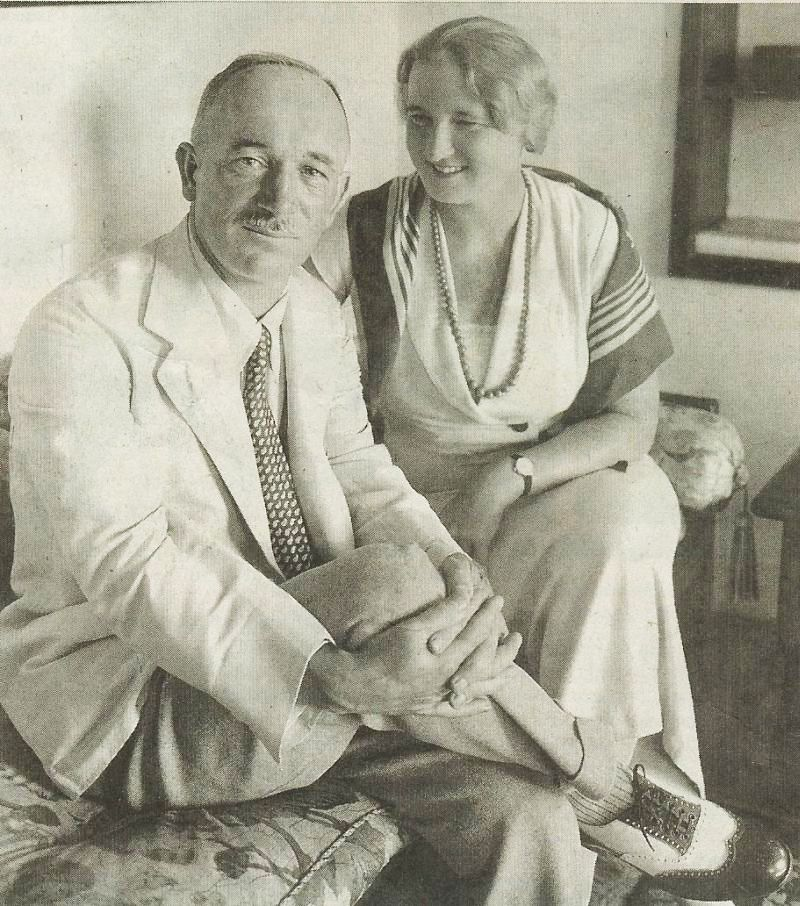
Edvard Beneš y su esposa (1934).

Al producirse la declaración de independencia de Checoeslovaquia, el 28 de agosto de 1918 fue nombrado Ministro del Exterior durante el gobierno de Karel Kramář, regresando a su patria en septiembre de 1919.
Durante 1921 y 1922 ocupó el puesto de primer ministro, siendo además diputado al parlamento durante 1919 a 1926 y 1929 a 1935. En el ejercicio de sus responsabilidades siempre se caracterizó por su gran animadversión a la herencia de los Habsburgo, debiéndosele la poco afortunada afirmación "antes Hitler que los Habsburgo". Fue miembro y vicepresidente del Partido Nacionalista e influyó en su política. Tras la renuncia de Tomáš Masaryk, fue elegido el 18 de diciembre de 1935 presidente de Checoslovaquia.
Después de la firma de los Acuerdos de Múnich (firmados a espaldas de los checoslovacos) y la cesión a Alemania de los Sudetes, el 5 de octubre de 1938 renunció a su cargo y se exilió primero en Gran Bretaña y luego en Estados Unidos, donde impartió clases en la Universidad de Chicago. El 30 de septiembre, Beneš había respaldado la decisión del Gobierno de aceptar las exigencias de las cuatro potencias reunidas en Múnich, pues creía imposible resistir la agresión militar alemana y polaca que hubiese conllevado su rechazo. Alemania había insistido abiertamente en la necesidad de que Beneš, a quien identificaba con el Tratado de Versalles y la política de la Sociedad de Naciones, renunciase a su cargo. Su exilio al Reino Unido, donde residía un sobrino, se produjo el 22 de octubre y se debió también a la insistencia de Alemania, que exigió que abandonase Checoslovaquia.
En 1940 se trasladó a Londres, donde formó un gobierno checoslovaco en exilio y fue nombrado presidente checoslovaco en el exilio. Después de la ocupación alemana y la creación del Estado Eslovaco en marzo de 1939, condenó los Acuerdos de Múnich como inválidos.
Aunque no era un comunista, sí mantuvo una relación en términos amistosos con Stalin. Creyendo que Checoslovaquia ganaría más en una alianza con la Unión Soviética que con Polonia, Beneš torpedeó todos los planes para formar una Confederación Checoslovaco-Polaca y en 1943 firmó una entente con la URSS.
Tras la liberación de Checoslovaquia y su restauración como Estado independiente, Beneš regresó a su patria y formó un gobierno de concentración nacional, incluyendo a varios ministros comunistas. Stalin encontró en Checoslovaquia un buen aliado. Tras la experiencia del Pacto de Múnich, Beneš y el resto de fuerzas democráticas checoslovacas tomaron la decisión de ponerse bajo la protección del poder soviético a cambio de mantener la independencia del país. Sin embargo, la posterior inestabilidad del gobierno de Beneš en enero de 1948 facilitó la llegada al poder de los comunistas tras el Golpe de Praga. Durante la crisis política que le siguió, los ministros de los partidos democráticos ofrecieron su dimisión. Beneš aprobó los hechos bajo gran presión de los comunistas, y el 25 de febrero se creó un nuevo gobierno bajo el liderazgo de Klement Gottwald, primer líder comunista checoslovaco.
Unas semanas después, el 3 de septiembre de 1948 fallecía Beneš en su villa de Sezimovo Ústí.

## Decretos de Beneš
Algunas decisiones de Beneš dieron lugar a fuertes polémicas. Quizá la más controvertida fueron los llamados "decretos de Beneš", que suponían la deportación masiva de los "traidores" de la Segunda Guerra Mundial, con lo cual millones de alemanes étnicos tuvieron que abandonar sus tierras y hogares de la entonces Checoslovaquia, principalmente en la región de los Sudetes (alemanes de los Sudetes) en las zonas fronterizas con Alemania y Austria. También miles de húngaros fueron forzados a abandonar sus hogares de la actual Eslovaquia. Las repercusiones de estas expulsiones de alemanes y húngaros han llegado hasta la actualidad, ya que ahora la República Checa tiene muchos aspectos legales pendientes con los descendientes de aquellos alemanes, lo cual incluye no sólo tierras, sino también casas históricas y castillos. Por ejemplo, la princesa Mercedes von Dietrichstein radicada en Argentina, hija de Alexander von Dietrichstein, ha pasado largos años batallando legalmente para recuperar los bienes de su familia que les fueron confiscados.

## Condecoraciones
- Orden del León Blanco